# Paris Tsenikoglou
Paris Tsenikoglou (* 1989 in Thessaloniki, Griechenland) ist ein griechischer Pianist.

## Leben
Er begann im Alter von acht Jahren mit dem Klavierunterricht, spielte drei Jahre später öffentlich das d-moll-Klavierkonzert und die Goldberg-Variationen von Johann Sebastian Bach. Sein Lehrer, Jannis Adamidis, schickte ihn mit 15 Jahren zu Professor Franz Massinger an der Hochschule für Musik und Theater München.
Im Laufe seiner Ausbildung gab Paris Tsenikoglou bereits zahlreiche Konzerte mit bedeutenden Werken der Klavierliteratur. Beim Bayerischen Rundfunk erfolgte eine erste Aufnahme mit Kompositionen von Frédéric Chopin und Bach. Griechenland, Serbien, Deutschland und Österreich waren bisher die Stationen verschiedener Soloabende und Orchesterkonzerte. Einige wichtige Förderpreise und Wettbewerbe begleiten seinen Werdegang. 2008 wurde er Stipendiat der Studienstiftung des deutschen Volkes.

## Kritik
Im Rahmen der Aufführung sämtlicher Klavierkonzerte von Wolfgang Amadeus Mozart arbeitete er mit den Münchner Symphonikern, mit denen er auch das Klavierkonzert von Grieg in ihrer Abonnementreihe im Herkulessaal der Residenz und im Münchner Prinzregententheater spielte. Der Pianist erntete dabei begeisterte Kritik:
„Tsenikoglou musiziert in jedem Moment, herrlich sind seine nuancierten Linien, sein sanftes, kristallines und dabei stets ausgeformtes Pianissimo. Er erweist sich damit als Klavierlyriker, der selbst das mehrfach gestrichene Forte noch klanglich elegant gerundet einfängt. Das ist zauberhaft.“
Nach seiner Interpretation der 24 Préludes von Chopin nannte ihn die SZ „eine wundersame Entdeckung“
Als er beim Klavierfestival der Musikhochschule den Carnaval von Robert Schumann spielte, schrieb die Presse:
„… sein Spiel ist von einer Farbigkeit, die verzaubert. In Schumanns Carnaval wird jeder Ton zu einem nuancierten Klangwunder geformt. Das ist kein virtuoser Rausch, das ist ein wundervolles Einfühlen in die Musik. So schafft der 17-Jährige, was nur wenigen Pianisten gelingt: Seine Interpretation wird zum Kunstwerk.“

## Auszeichnungen
- 2001: 1. Preis im Internationalen Klavierwettbewerb Athen
- 2002: 1. Preis im Klavierwettbewerb Thessaloniki
- 2008: Stipendiat der Studienstiftung des deutschen Volkes
- 2008: Steinway-Förderpreis in München[5]